# レイモンド・モリヤマ
レイモンド・モリヤマ（英語：Raymond Moriyama、1929年10月11日 - 2023年9月1日）は、バンクーバー生まれのカナダの建築家、都市計画家。日系カナダ人。1970年代からブロック大学の建物を設計、現在学長を務めている。
- 1954年、トロント大学卒業、建築学の学士号取得
- 1957年、マギル大学で都市計画学の修士号取得
- 1958年、モリヤマ&テシマ・アーキテクツを設立

## 主なプロジェクト
- 日本カナダ文化センター、トロント （1958年）
- オンタリオ・サイエンス・センター （1964年）
- オタワ・シビック・センター （1968年）
- スカボロ・シビック・センター、スカボロ （1969年）
- トロント・レファレンス・ライブラリー （1973年）
- アルバート・キャンベル高等学校、スカボロ （1976年）
- サイエンス・ノース サドバリー （1980年）
- ノースヨーク・セントラル・ライブラリー （1987年）
- バータ靴博物館、トロント （1991年）
- カナダ大使館、東京 （1991年）
- サウジアラビア国立博物館、リヤド （1999年）
- カナダ戦争博物館 （2005年）
- セネカ・カレッジ（ヨーク大学キャンパス内）、トロント
- バリ・ホール（ヨーク大学）、ノースヨーク
- アルバート・キャンベル地区図書館、トロント
- ノースヨーク・シティセンター、トロント
- カジノ・ラマ